# Waggon Union

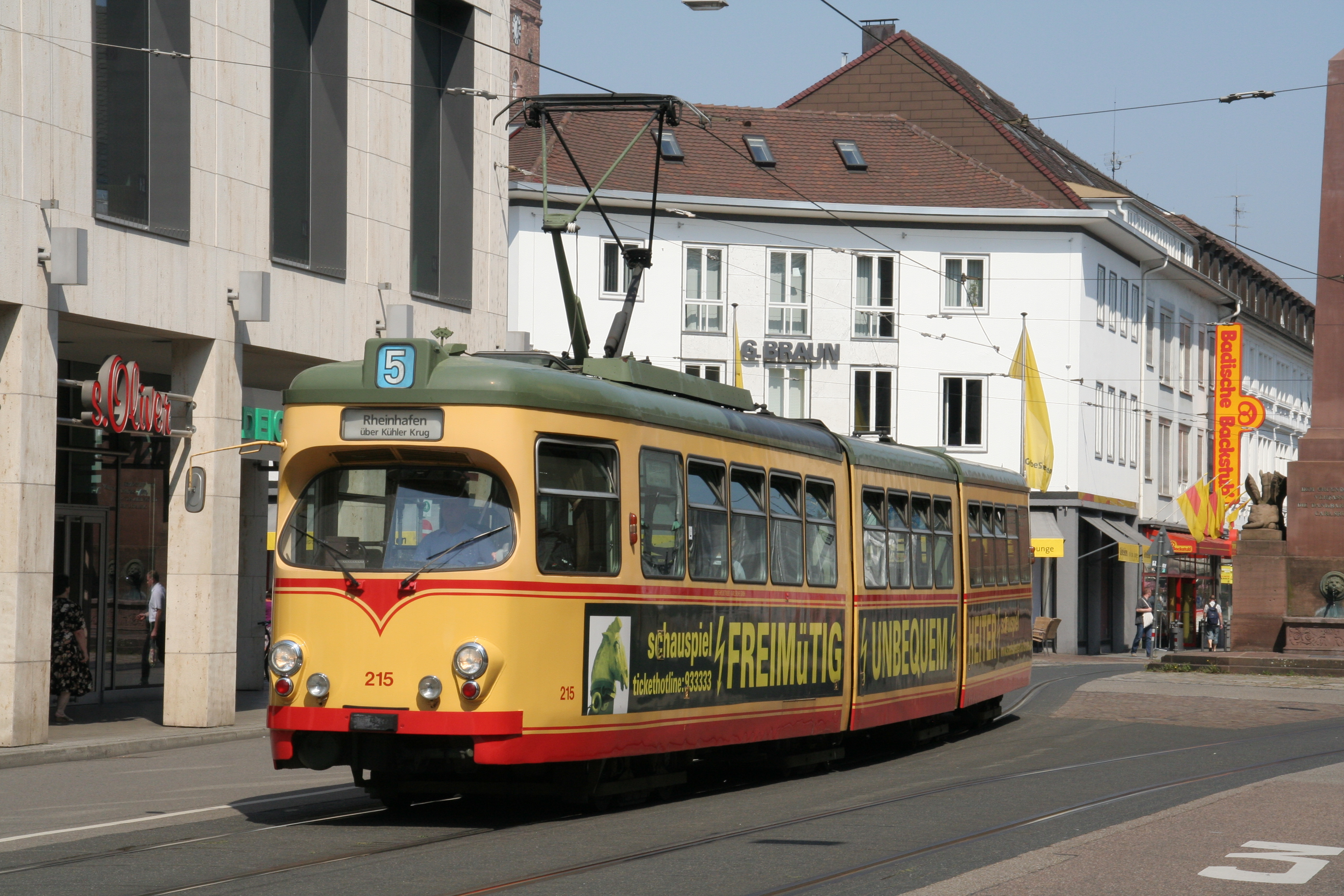
Der WU-Typ GT8-60C der Verkehrsbetriebe Karlsruhe

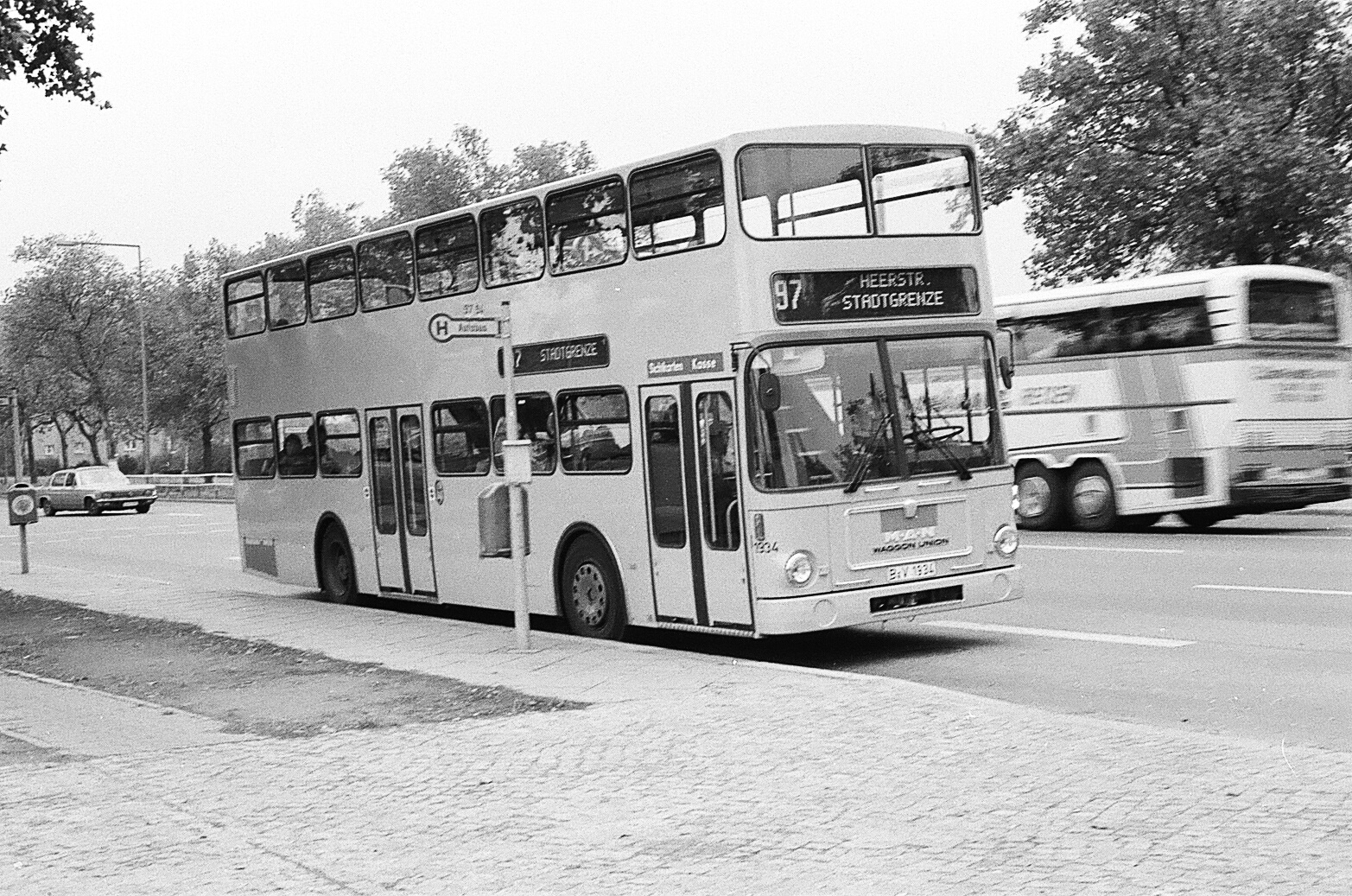
Berliner Doppeldeckerbus mit Waggon-Union-Aufbau

Waggon Union (WU) war ein in Berlin-Borsigwalde und Netphen (Kreis Siegen-Wittgenstein) ansässiges Maschinenbau-Unternehmen, das Schienenfahrzeuge und Omnibusaufbauten herstellte.
Es entstand 1971 durch Fusion der Unternehmen Deutsche Waggon- und Maschinenfabriken (DWM) Berlin, SEAG Waggonbau Dreis-Tiefenbach und Rheinstahl Transporttechnik und wurde 1990 von ABB Henschel aufgekauft. ABB Henschel ging später in das Unternehmen Adtranz über und dieses wiederum später in dem kanadischen Unternehmen Bombardier auf. Aus der Zerschlagung von Bombardier übernahm Alstom die Sparte Transportation. 1997 wurde der neue Standort in Berlin-Wilhelmsruh aufgebaut, der aber auf Betreiben des Bundeskartellamts abgespalten werden musste. Der Standort Berlin-Wilhelmsruh wurde an Stadler Rail verkauft. Das Werk in der Borsigwalder Miraustraße wurde aufgelöst. 
Das Werk in Netphen bestand Stand Juni 2024 weiterhin. Früher wurden dort hochqualitative Güterwagen aller Art entwickelt und gebaut, vornehmlich Kessel- und Schüttgutwagen und ab den 1980ér Jahren verstärkt die hier neu entwickelten Schiebewandwagen für Transwaggon. Nach der Neuausrichtung und Übernahme als Werk von ALSTOM Transport Deutschland GmbH wurde der Waggonbau schrittweise eingestellt und es erfolgte eine Spezialisierung auf die Entwicklung und den Bau von hochwertigen Drehgestellen für Güterwagen, Personenwagen sowie Stadt- und Straßenbahnen. Einer der ersten Aufträge dieser Art war Entwicklung und Bau von Drehgestellen für die neuen Mittelwagen des ICE 1. 

## Produkte
Die Waggon Union hat zahlreiche Bauarten von Reisezugwagen und Güterwagen entwickelt und hergestellt, darunter die Wagen des TUI-FerienExpress sowie einen Teil der Bpmz- und Bvmz-Wagen der Deutschen Bundesbahn. Ein bekannter Triebwagen ist der von Orenstein & Koppel entwickelte und von der Waggon Union für mehrere deutsche Privatbahnen gebaute NE 81. Außerdem war die Waggon Union am Bau der Schwerkleinwagen Klv 53 und Klv 96 sowie der Entwicklung des Klv 54 beteiligt. Zu den Forschungsprojekten gehörte auch der Bau der Fahrgastkabinen für die Berliner M-Bahn.
Der größte Auftraggeber waren jedoch die Berliner Verkehrsbetriebe (BVG). Am Berliner Standort in der Miraustraße wurden unter anderem U-Bahn-Wagen, die S-Bahn-Baureihe 480/481, Aufbauten der Doppeldeckerbusse für die BVG (Typ MAN SD 200 und Typ MAN SD 202) gebaut sowie Hauptuntersuchungen an von der BVG im Januar 1984 übernommenen Berliner S-Bahn-Wagen durchgeführt. Außerdem lieferte die WU Straßenbahnwagen für die Verkehrsbetriebe Karlsruhe (GT6-D und GT8-D), die Darmstädter Verkehrsgesellschaft HEAG und die Albtal-Verkehrs-Gesellschaft (Triebwagen 22 bis 25 und GT6-80C).
Um 1990 war die Waggon Union außerdem an der Herstellung der ersten Stadtbahnwagen mit Niederflurtechnik beteiligt, dem VÖV-Niederflurprototyp. Diese kamen jedoch nie in den Linienbetrieb. Der letzte Triebwagen dieser Art befindet sich im Besitz der Düsseldorfer Rheinbahn.
Ende der 1980er Jahre baute Waggon Union zehn Triebwagen des Stadtbahnwagens B80D für die Kölner Verkehrs-Betriebe (KVB).